# Triplopogon ramosissimus
Triplopogon ramosissimus là một loài thực vật có hoa trong họ Hòa thảo. Loài này được (Hack.) Bor miêu tả khoa học đầu tiên năm 1954.